# Южно-Африканский Союз во Второй мировой войне

## Выбор политики в начале войны
В начале Второй мировой войны Южно-Африканский Союз оказался в уникальном военно-политическом тупике. Он был тесно связан с Великобританией, являясь с 1931 года практически равным ей по правам доминионом, главой государства являлся король Великобритании, однако его премьер-министром 1 сентября 1939 года был Джеймс Барри Герцог — лидер пробурской антибританской Национальной партии, которая сформировала коалиционное правительство, войдя в состав Объединённой партии.
Проблемой Герцога было то, что ЮАС по конституции был обязан поддержать Великобританию в её войне с нацистской Германией. Британские гарантии Польше обязывали Великобританию — и, в свою очередь, доминионы — помочь Польше, если та будет атакована Германией. Когда немецкие войска перешли польскую границу в ночь на 1 сентября 1939 года, то через несколько дней Великобритания объявила войну Германии. В Южноафриканском парламенте разразились острые дебаты, сделавшие противниками тех, кто выступал за вступление в войну на стороне Великобритании (их лидером был генерал Ян Смэтс), и тех, кто стремился сохранить Южную Африку «нейтральной», а на деле — пронацистской (их лидером был Герцог).

## Объявление войны странам «Оси»
4 сентября 1939 года Объединённая партия отказалась принять предложение Герцога о нейтралитете во Второй мировой войне, и сместила его, предпочтя Смэтса. Став премьер-министром, Смэтс официально объявил, что Южно-Африканский союз находится в состоянии войны с Германией и другими странами «Оси», и немедленно приступил к укреплению ЮАС на случай возможного германского вторжения с моря, которое могло последовать из-за глобальной стратегической важности Южной Африки как места, контролирующего морские пути, идущие вокруг мыса Доброй Надежды.
Балтазар Йоханнес Форстер и другие члены «Оссевабрандваг» были против вступления ЮАС во Вторую мировую войну, и начали устраивать акты саботажа. Смэтс предпринял ряд мер против деятельности пронацистских организаций, и поместил лидеров Оссевабрандваг на время войны в тюрьму.

## Фельдмаршал и премьер-министр Смэтс
Ян Смэтс был единственным из небританских генералов, чьих советов искал Уинстон Черчилль, премьер-министр Великобритании в годы Второй мировой войны. Смэтс в 1939 году был приглашён в Имперский Военный кабинет, а 28 мая 1941 года стал фельдмаршалом Британской армии. За свою близость к британскому истеблишменту Смэтс заплатил высокую политическую цену: связи с Черчиллем и королём сделали его очень непопулярным среди буров, и в конечном итоге привели к его падению.

## Мобилизационный резерв
На момент объявления войны в сентябре 1939 года Союзные силы обороны насчитывали всего лишь 3353 военнослужащих, и 14631 человек числился в Силах активных граждан (Active Citizen Force, ACF), где в мирное время осуществлялась подготовка добровольцев, которые могли бы в военное время сформировать основной костяк армии. Предвоенные планы не предполагали, что армии придётся воевать вне Южной Африки, и она готовилась лишь к ведению войны в буше.
Одной из проблем, постоянно стоявшей перед ЮАС в годы войны, была нехватка людей. Из-за расовой политики армия могла состоять только из людей европейского происхождения, что резко сужало количество потенциально доступных мужчин в возрасте от 20 до 40 лет до 320 тысяч. Объявление войны Германии получило поддержку лишь незначительного большинства в Южноафриканском парламенте, и отнюдь не было популярным. Естественно, имелось значительное по размерам меньшинство, протестовавшее против участия в войне, поэтому введение всеобщей воинской обязанности было невозможным. Расширение армии и её боевые действия вдали от родины могли опираться лишь на добровольцев.
Из-за расовой политики страны допуск в боевые части лиц, принадлежащих к негроидной расе, не рассматривался. Чтобы высвободить для боевых и технических частей как можно больше белых, было сформировано много вспомогательных частей (водителей и сапёров) из более приемлемых «индийцев» и «цветных», которые были объединены в Кейп-корпус. Для выполнения подсобных и сапёрных работ был также сформирован Туземный военный корпус из чернокожих. Для выполнения некоторых задач его членам выдавалось оружие (в основном для самозащиты либо караульной службы), однако им никогда не позволялось участвовать в боевых действиях против европейцев.

## Участие в боевых действиях
Союзные силы обороны принимали непосредственное участие в Североафриканской кампании и Итальянской кампании Второй мировой войны. В южноафриканских портах осуществлялось обслуживание судов Союзников, следовавших через Индийский и Атлантический океаны вокруг Мыса Доброй надежды.
1. Южноафриканская армия и южноафриканские ВВС сыграли основную роль в разгроме итальянских войск во время Восточноафриканской кампании 1940—1941 годов.
2. Южноафриканские силы принимали участие в Мадагаскарской операции 1942 года.
3. 1-я пехотная дивизия ЮАС приняла участие в ряде операций в Северной Африке, включая Второе сражение при Эль-Аламейне, после чего была возвращена на родину и переформирована в бронетанковую дивизию.
4. 2-я пехотная дивизия ЮАС приняла участие в ряде операций в Северной Африке в 1942 году, однако 21 июня 1942 года две её бригады и все вспомогательные части попали в плен в результате падения Тобрука.
5. 3-я пехотная дивизия ЮАС не принимала участия в боевых действиях, однако подготовила войска территориальной обороны, использовалась для гарнизонной службы, а также являлась поставщиком пополнения для 1-й и 2-й пехотных дивизий. Одна из составных частей дивизии — 7-я моторизованная бригада — принимала участие в Мадагаскарской операции 1942 года.
6. 6-я бронетанковая дивизия ЮАС приняла участие в ряде операций в Италии в 1944—1945 годах.
7. ВВС ЮАС принимали участие в боевых действиях над Восточной Африкой, Северной Африкой, Сицилией, Италией, Балканами, а также участвовали в налётах на румынские месторождения нефти в Плоешти, доставляли снабжение повстанцам во время Варшавского восстания и вели разведку в интересах советских войск во время Львовско-Сандомирской операции.
8. Многочисленные добровольцы из ЮАС воевали в КВВС, некоторые из них были удостоены наград.